# Reborn〜生まれたてのさだまさし〜
『Reborn〜生まれたてのさだまさし〜』（リボーン うまれたてのさだまさし）は、日本のシンガーソングライターであるさだまさしが2018年7月4日に発売されたソロ41枚目のオリジナル・アルバム。

## 背景
さだが、グレープから通算してデビュー45周年を迎えるにあたり発表したアルバムで、ビクターエンタテインメントと業務提携後初のアルバムである。

## 制作
当作品に、ナオト・インティライミとレキシがゲスト参加している。
NHK総合『今夜も生でさだまさし』の番組中「小学生の間でファミリーマートの入店音に歌詞をつける遊びが流行っており、その中で一番人気なのが“生まれたてのさだまさし”というフレーズらしい」という内容のハガキが紹介されたことをきっかけでタイトルがつけられた。

## 収録曲
| ナオト＝マサシ・インティライミは、さだまさしとナオト・インティライミの共同作詞作曲名義 |                                                                       |                                |                                  |                                    |
| #                                                                                      | タイトル                                                              | 作詞・作曲                     | 編曲                             | 楽曲プロデュース                   |
| 1.                                                                                     | 「大盛況 〜生まれたてのさだまさし〜」(フェスティバルホールのお客さん) |                                |                                  | Co-Produce：ナオト・インティライミ |
| 2.                                                                                     | 「パスワード シンドローム」                                           | ナオト＝マサシ・インティライミ | 大久保薫, ナオト・インティライミ | ナオト・インティライミ             |
| 3.                                                                                     | 「Reborn 〜嘘つき〜」                                                 | さだまさし                     | 渡辺俊幸                         |                                    |
| 4.                                                                                     | 「まぼろし」                                                          | さだまさし                     | 渡辺俊幸                         |                                    |
| 5.                                                                                     | 「きみのとなりに」(さだまさし, ナオト・インティライミ)                | ナオト＝マサシ・インティライミ | 大久保薫, ナオト・インティライミ | ナオト・インティライミ             |
| 6.                                                                                     | 「黄金律」                                                            | さだまさし                     | 池田貴史 (レキシ)                | 池田貴史 (レキシ)                  |
| 7.                                                                                     | 「茅蜩」                                                              | さだまさし                     | 渡辺俊幸                         |                                    |
| 8.                                                                                     | 「桜ひとり」                                                          | さだまさし                     | 渡辺俊幸                         |                                    |
| 9.                                                                                     | 「へたっぴ」                                                          | さだまさし                     | 渡辺俊幸                         |                                    |
| 10.                                                                                    | 「おんまつり」                                                        | さだまさし                     | 渡辺俊幸                         |                                    |
| 11.                                                                                    | 「都会暮らしの小さな恋に与える狂詩曲」                                | さだまさし                     | 渡辺俊幸                         |                                    |

## 楽曲解説
全作詞・作曲：さだまさし、プロデュース&編曲：渡辺俊幸（特記以外）
大盛況 〜生まれたてのさだまさし〜
「パスワード シンドローム」でコラボレーションしたナオト・インティライミの“こだわり”により、ファミリーマートの入店音（「大盛況」）で始まっており、権利元であるパナソニックおよび作曲者の稲田康の許諾を得て制作された。
パスワード シンドローム
ナオト・インティライミとのコラボレーションによる楽曲。忘れてしまったパスワードを思い出すことができず苦しむ心情を綴った歌詞。
「クラブでかけられるさだまさしの曲を作る」というナオトの目標に基づいて編曲されており、さだの楽曲で初めてオートチューンが使用されている。さだはファンの反応について「『パスワード シンドローム』はめちゃくちゃウケてるし、受け入れられてるみたいですね。もうちょっと驚いてくれてもいいんじゃないかと思うけど」と語っている。
Reborn 〜嘘つき〜
まぼろし
きみのとなりに
ナオト・インティライミとのコラボレーションによる楽曲。
黄金律
池田貴史（レキシ）のプロデュースによる楽曲。
茅蜩
桜ひとり
さだはデビューしてからの45年間で炎上を経験したことも多く、本作の発売に際するインタビューで「言ったほうはすぐに忘れるだろうけど、こっちはすごく傷付くんですよ、実は。でも『勝手なことを言いやがって』という思いをそのまま歌ったら『そんなにトゲのある曲を書かないでください』と言われてしまう。だから『桜ひとり』のような曲になるんです。『あの桜は僕に“頑張れ”と言ってくれたんだろうか』という歌なんだけど、それもすり替えのマジックですよね。そういう技を使って、さだまさし的な歌にしているというか」と語っている。
へたっぴ
おんまつり
毎冬春日大社で行われる春日若宮おん祭をモチーフにした楽曲。
都会暮らしの小さな恋に与える狂詩曲
曲中でガーシュイン「ラプソディ・イン・ブルー」、ラフマニノフ｢パガニーニの主題による狂詩曲｣が利用されている。